# Praxis-Gruppe

Zeitschrift Praxis

Die Praxis-Gruppe war in den 1960er und 1970er Jahren eine Gruppe jugoslawischer Philosophen und Sozialwissenschaftler, die einen humanistischen, undogmatischen Marxismus vertraten. Sie waren Veranstalter der jährlich stattfindenden „Sommerschule“ auf der Insel Korčula und Herausgeber der Zeitschrift Praxis.

## Grundkonsens
Die Mitglieder der Praxis-Gruppe vertraten unterschiedliche Positionen und beschäftigten sich mit unterschiedlichen Themen. Gemeinsam vertraten sie einen „humanistischen Marxismus“, der den Stalinismus als den Ideen von Karl Marx widersprechende Lehre scharf ablehnte und stattdessen, vor allem durch die Beschäftigung mit den frühen Werken von Marx, einen authentischen Marxismus zu rekonstruieren und als „schöpferischen Marxismus“ weiterzuentwickeln versuchte.

## Mitglieder der Praxis-Gruppe
Mitglieder der Redaktion und des Redaktionsrats der Zeitschrift Praxis sowie Mitglieder des Organisationskomitees der Sommerschule waren unter anderem:
- Professoren der Universität Zagreb: die Philosophen Gajo Petrović (1927–1993), Milan Kangrga (1923–2008), Predrag Vranicki (1922–2002), Branko Bošnjak (1923–1996) sowie die Soziologen Rudi Supek (1913–1993), Veljko Cvjetičanin (1927–2001) und Ivan Kuvačić (1923–2014);
- Professoren der Universität Belgrad: die Philosophen Mihailo Marković (1923–2010), Miladin Životić (1930–1997), Dragoljub Mićunović (* 1930), Svetozar Stojanović (1931–2010), Veljko Korać (1914–1991), die Soziologen Mihailo Đurić (1925–2011) und Zagorka Pešić-Golubović (1930–2019), sowie Ljubomir Tadić (1925–2013) und Vojin Milić (1922–1996), Professoren für Politische Philosophie und Soziologie;
- Professoren der Universität Sarajevo: die Philosophen Ivan Focht (1927–1992) und Abdulah Šarčević (1929–2021);
- Außerdem: Veljko Rus (1929–2018), Professor für Soziologie in Ljubljana, Danko Grlić (1923–1984), Redakteur für Philosophie und Soziologie am Jugoslawischen Lexikographischen Institut, Andrija Krešić (1921–2018), Philosoph am Institut für das Studium der Arbeiterbewegung in Belgrad, der Politologe Žarko Puhovski (* 1946), damals Assistent an der Universität Zagreb, und Nebojša Popov (1939–2016), Soziologe, und Trivo Inđić (1938–2020), Politikwissenschaftler, die beide damals Assistenten an der Universität Belgrad waren;
- Danilo Pejović (1928–2007), Professor für Philosophie in Zagreb, der anfangs ebenfalls zur Praxis-Gruppe gehört hatte, verließ diese im Jahr 1966.

## Die Sommerschule auf Korčula
Die Sommerschule war eine offene Versammlung, auf der Vorträge und Diskussionen zu den Themen stattfanden, mit denen sich die Mitglieder der Praxis-Gruppe beschäftigten. Sie fand erstmals 1963 in Dubrovnik statt und wurde dann zu einer jährlichen Veranstaltung auf Korčula. Neben den Mitgliedern der Praxis-Gruppe nahmen sowohl marxistische als auch nichtmarxistische Wissenschaftler aus dem Ausland teil; die Sommerschule stand aber auch interessierten Laien offen.
Themen der Sommerschulen waren:
- 1963: Fortschritt und Kultur
- 1964: Sinn und Perspektiven des Sozialismus
- 1965: Was ist Geschichte?
- 1966: In diesem Jahr wurde die Sommerschule auf Druck des Bundes der Kommunisten Kroatiens abgesagt.
- 1967: Schaffen und Verdinglichung
- 1968: Marx und die Revolution
- 1969: Macht und Menschlichkeit
- 1970: Hegel und unsere Zeit – Lenin und die Neue Linke
- 1971: Utopie und Realität
- 1972: Freiheit und Einigkeit
- 1973: Die bürgerliche Welt und der Sozialismus
- 1974: Kunst in der modernen Gesellschaft

## Die ZeitschriftPraxis
Die Zeitschrift Praxis wurde 1964 gegründet und 1975 verboten. Die Redaktion bestand aus Zagreber Mitgliedern der Praxis-Gruppe, in einem größeren Gremium, dem „Redaktionsrat“, waren Wissenschaftler aus ganz Jugoslawien sowie aus dem Ausland (unter anderem Norman Birnbaum, Ernst Bloch, Erich Fromm, Jürgen Habermas, Leszek Kołakowski, Henri Lefebvre, Georg Lukács und Herbert Marcuse) vertreten.

Praxis International, 1. Ausgabe

Neben der jugoslawischen Ausgabe erschien von 1965 bis 1973 auch eine internationale Ausgabe der Praxis, die ab 1981 bis 1994 weitergeführt wurde (ISSN 0260-8448). Als Nachfolgepublikation erscheint seither die Zeitschrift Constellations (ISSN 1351-0487).

## Verbot der Praxis-Gruppe
Am 28. Januar 1975 wurden acht Mitglieder der Praxis-Gruppe (Trivo Inđić, Mihailo Marković, Dragoljub Mićunović, Zagorka Golubović, Nebojša Popov, Svetozar Stojanović, Ljubomir Tadić, Miladin Životić) aus der Universität Belgrad ausgeschlossen. Kurz darauf wurden auch das Erscheinen der Zeitschrift „Praxis“ und die Ausrichtung der Sommerschule verboten.